# Psaumida
Psaumida (in greco antico: Ψαῦμις?, Psaûmis; Kamarina, 495 a.C. circa – Kamarina, V secolo a.C.) è stato un cavaliere e atleta siceliota.

## Biografia
Psaumida, figlio di Acrone, nacque a Kamarina, sub-colonia siracusana della Sicilia sud-orientale, all'inizio del VI secolo a.C.
Divenne famoso nel 452 a.C. quando vinse tre gare dei LXXXII giochi olimpici di Olimpia, tra cui la gara più ambita, quella con la quadriga.
Tra le 11 Olimpiche, scritte da Pindaro, due sono dedicate a Psaumidaː l'Olimpica IV  A Psaumida di Kamarina vincitore con i cavalli e l'Olimpica  V, Allo stesso Psaumida vincitore colla quadriga, col carro da mule e nella gara del corsiero. Pindaro salutò così l'atletaː
o Zeus, le tue Ore mandano me 

testimone degli altissimi Giochi 

col canto di varia cetra: 

e se felicemente operano gli amici, 

al dolce annunzio si rallegrano i buoni. 

Ma tu, Cronide, che abiti l'Etna, 

peso ventoso del forte Tifone cento teste, 

accogli a nome delle Grazie 
 
quest'inno di olimpica vittoriaǃ»
Oggi porta il nome di Psaumide di Kamarina l'istituto scolastico di Santa Croce Camerina.
A Psaumida è dedicata una Via principale della città di Ragusa, e più precisamente la via che porta a tutte le strutture sportive della città Iblea.